# Urban Forest
Urban Forest é um edifício comercial a ser construído na cidade chinesa de Chongqing com a proposta de distribuir árvores, jardins e lagos artificiais por seus 70 andares, reconstruindo o ambiente da natureza no espaço urbano.
O projeto do escritório chinês Mad Architects, com desenvolvimento estrutural pelo ARUP Group, caracteriza-se pela singularidade orgânica de sua silhueta, definida por uma torre central cilíndrica em torno da qual andares de plantas curvilíneas irão se projetar irregularmente para todos os lados.